# Minh Châu (diễn viên)
Minh Châu (sinh năm 1956  tại Thái Nguyên), tên đầy đủ là Nguyễn Thị Minh Châu là một nữ diễn viên điện ảnh Việt Nam. Bà là một trong số ít các nghệ sĩ được danh dự nhận hai giải Bông Sen Vàng. Bà nổi tiếng vào cuối thập niên 80 với hai vai là Nguyệt trong phim "Cô gái trên sông" năm 1987 và Liên trong phim "Người đàn bà nghịch cát" năm 1989. Ngoài ra, bà còn giành được một giải Cánh diều vàng cho Nữ diễn viên chính xuất sắc cho vai Thường trong phim Bí thư tỉnh ủy năm 2010.. Bà được phong tặng danh hiệu Nghệ sĩ Nhân dân năm 2015. Năm 2024, bà vinh dự nhận giải "Màn trình diễn xuất sắc nhất" tại Liên hoan phim quốc tế Las Palmas de Gran Canaria lần thứ 23 cho vai bà Nguyện trong tác phẩm điện ảnh độc lập Cu li không bao giờ khóc.

## Sự nghiệp
Minh Châu sinh ra trong gia đình có 10 người anh chị em. Năm lên 10 tuổi, bố bà mất. Anh cả của bà là là người hướng dẫn bà theo nghề diễn viên. Bà trúng tuyển vào học trường Sân khấu. Ra trường, bà được phân về hãng Phim truyện Việt Nam. Thời gian trôi qua đến nay bà đã trở thành một nữ nghệ sĩ gạo cội trong làng Điện ảnh, dù đã 60 tuổi nhưng bà vẫn là một nữ diễn viên xinh đẹp và nổi tiếng, là gương mặt hết đỗi quen thuộc đối với màn ảnh Việt Nam. Bà vẫn ngày ngày bền bỉ đóng phim theo lời mời của các đạo diễn dù có lúc tiền cát xê đóng phim không đủ để bà phục vụ cho việc đi lại để đóng phim.
- Hẳn khán giả vẫn còn cảm thấy ám ảnh bởi vai diễn đặc sắc trên truyền hình của Minh Châu, đó là vai bà Thường với cá tính mạnh mẽ trong phim Bí thư tỉnh ủy. Những nét tính cách của bà Thường như hút thuốc lào, cách nói chuyện mạnh bạo và thẳng tính như đàn ông đều được Minh Châu thể hiện thành công. Vai diễn đó là một mốc son đáng nhớ trong sự nghiệp diễn xuất của Minh Châu.
- Một vai diễn mạnh mẽ khác của bà cũng được đánh giá cao, đó là nhân vật lịch sử Nguyễn Thị Minh Khai trong bộ phim cùng tên. Hình ảnh người nữ anh hùng nổi tiếng này được Minh Châu khắc họa xuất sắc và có chiều sâu để lại nhiều cảm xúc cho khán giả.
- Với Cô gái trên sông, Minh Châu thủ vai cô gái điếm Nguyệt có số phận trắc trở và gian truân nhưng sâu thẳm trong lòng vẫn ẩn chứa một tâm hồn rất đẹp. Đôi mắt to tròn của cô Nguyệt khóc tràn nước mắt khi trái tim hoàn toàn tan vỡ và mất hết hy vọng ở cuộc đời là một hình tượng đẹp và ám ảnh của bộ phim này.
- Trong bộ phim Người đàn bà nghịch cát, Minh Châu hóa thân vào nhân vật người đàn bà hóa điên. Vai Liên có diễn biến tâm lý vô cùng phức tạp, từ lúc là người bình thường cho đến lúc hóa điên đều được Minh Châu thể hiện chân thật, tinh tế và giàu cảm xúc. Khi phim đóng máy, cả một năm trời Minh Châu vẫn chưa thể thoát khỏi nhân vật vì đã nhập vai xuất sắc.
- Hai kỳ Liên hoan phim liên tiếp, Minh Châu đều được vinh danh ở hạng mục Nữ diễn viên chính xuất sắc nhất - tạo nên kỷ lục mà không phải diễn viên nào cũng làm được.[6]

## Cuộc sống cá nhân
Khi Minh Châu 25 tuổi, năm 1981, bà kết hôn với kiến trúc sư Kiều Tuấn. Gần 8 năm chung sống họ có với nhau một con gái tên Kiều Linh. Năm 1999, chồng cũ của bà qua đời.

## Các phim đã tham gia
- Đứa con người hàng xóm
- Cô gái trên sông
- Cỏ lau
- Mảnh trăng cuối rừng
- Người đàn bà nghịch cát
- Khoảng cách (phim truyền hình)
- Nơi cơn lũ đi qua (phim truyền hình)
- Bến không chồng
- Con chim biết chọn hạt
- Chiều tàn thu muộn
- Sang sông
- Không còn gì để nói
- Chiến dịch trái tim bên phải
- Series Cảnh sát hình sự: Phía sau một cái chết (phim truyền hình)
- Xuân muộn
- Sự thật
- Cảnh sát hình sự: Cổ cồn trắng II
- Ba lẻ một (phim truyền hình)
- Tình xa (phim truyền hình)
- Lời thề cỏ non (phim truyền hình)
- Biển trời mênh mang (phim truyền hình)
- Hậu họa (phim truyền hình)
- Chàng trai đa cảm (phim truyền hình)
- Bí thư tỉnh ủy (phim truyền hình)
- 13 nữ tù (phim truyền hình)
- Nếp nhà (phim truyền hình)
- Xin thề anh nói thật (phim truyền hình)
- Song nữ
- Lưới trời (điện ảnh)
- Lạc lối (2013 - điện ảnh)
- Nguyễn Thị Minh Khai (phim video)
- Hai phía chân trời (phim truyền hình)
- Gia phả của đất (phim truyền hình)
- Bánh đúc có xương (phim truyền hình)
- Tuổi thanh xuân 2 (phim truyền hình)
- Thành phố khác (phim ngắn)
- Một khu đất tốt (phim ngắn)
- Giòng sông không nhìn thấy (phim ngắn)
- Series Cảnh sát hình sự: Bão ngầm (phim truyền hình)
- Cu li không bao giờ khóc (điện ảnh)
- Gặp em ngày nắng (phim truyền hình)

và hàng trăm vai diễn chính phụ trong các phim truyền hình và điện ảnh suốt 40 năm hoạt động điện ảnh.